# اچ‌ام‌اس پرفکت (زد۲۶۳)
اچ‌ام‌اس پرفکت (زد۲۶۳) (به انگلیسی: HMS Prefect (Z263)) یک کشتی بود که طول آن ۱۹۴ فوت ۶ اینچ (۵۹٫۲۸ متر) بود. این کشتی در سال ۱۹۴۴ ساخته شد.